# Альберти Норте (станция метро)
«Альберти Норте» (исп. Alberti Norte) — станция-призрак в метрополитене Буэнос-Айреса.
Была частью линии A, до её закрытия в 1953 году. Является одной из двух станций-призраков на линии, вторая — «Паско Сур».
Первоначально станция была открыта в 1913 году, поскольку в этом же году открылась одна из первоначальных станций линии А. Станция была необычной для сети в том смысле, что на ней была только одна платформа, обслуживающая только поезда, идущие в сторону Пласа-де-Майо, а противоположная платформа располагалась в нескольких метрах от станции «Альберти».
Учитывая близость к северной платформе «Паско» (расположенной всего в 124 метрах), станции «Альберти Норте» и «Паско Сур» были закрыты в 1953 году, чтобы улучшить частоту движения линии, поскольку непосредственная близость станций в этой части линии означала, что поезда могли никогда не разгоняться до полной скорости, прежде чем поезду придется снова остановиться.
После закрытия станции пассажиры в течение многих лет все ещё могли видеть неизмененную станцию из поездов линии. В середине 1980-х годов на платформе даже была экспозиция, демонстрирующая первые годы метрополитена, с манекенами, одетыми в одежду 1920-х годов.
Когда в 1990-х годах метрополитен был приватизирован путем концессии компании Metrovías, компания закрыла платформу и превратила её в электрическую подстанцию для линии. Вход на станцию со стороны проспекта Ривадавия сохранился, правда, он закрыт дверью только для обслуживающего персонала.